# Боланьо, Хорхе
Хорхе Эладио Боланьо (исп. Jorge Eladio Bolaño; 28 апреля 1977, Санта-Марта — 6 апреля 2025, Кукута) — колумбийский футболист, выступавший на позиции полузащитника.

## Клубная карьера
Во взрослом футболе Хорхе Боланьо дебютировал в 1993 году в составе клуба «Атлетико Хуниор», в котором провёл 7 сезонов, приняв участие в 145 матчах чемпионата. Большую часть времени, проведенной в составе «Атлетико Хуниор», был основным игроком команды, помогая клубу дважды становиться чемпионом Колумбии в 1993 и 1995 годах.
Своей игрой за «Атлетико Хуниор» Боланьо привлёк внимание представителей тренерского штаба итальянской «Пармы», к которой Боланьо присоединился летом 1999 года. Он провёл в «Парме» следующие свои 3 сезона игровой карьеры, однако футболистом основного состава так и не стал, проведя за это время лишь 36 матчей в Серии А. Поэтому летом 2002 года Боланьо был отдан на сезон в аренду в клуб Серии В «Сампдория», где, однако, колумбийский легионер так и не провёл ни одного матча в чемпионате из-за серьёзной травмы.
В следующем сезоне, проведя лишь две игры в чемпионате за «Парму» в первой половине сезона, в конце 2003 года Хорхе вновь был отдан в аренду, на этот раз в «Лечче», где сыграл до конца чемпионата в 16 матчах. Летом 2004 года Боланьо снова вернулся в «Парму». На этот раз он провёл в её составе следующие 3 сезона, однако закрепиться в основном составе не сумел. В течение 2007—2009 годов Боланьо защищал цвета клуба «Модена», в котором был одним из лидеров, помогая команде спасаться от вылета из Серии В.
Завершал профессиональную игровую карьеру Боланьо в колумбийском клубе «Кукута Депортиво», за команду которого выступал в течение 2010—2012 годов.

## Международная карьера
Хорхе Боланьо попал в состав сборной Колумбии на Чемпионате мира 1998 года. Однако из 3-х матчей Колумбии на этом турнире Боланьо появился на поле лишь в одном из них: второй игре группового турнира против сборной Туниса, заменив на 62-й минуте полузащитника Маурисио Серну.
Умер 6 апреля 2025 года от сердечного приступа в Кукуте в возрасте 47 лет.

## Достижения
«Атлетико Хуниор»
- Чемпион Колумбии (2): 1993, 1995

«Парма»
- Обладатель Кубка Италии: 2001/2002